# Love In Moderation
A Love In Moderation című dal az amerikai Gwen Guthrie 1984-ben megjelent kislemeze, a Just For You című album első kimásolt kislemeze. A dal az amerikai Billboard Hot 100-as listán a 110. helyezést érte el.[forrás?]

## Megjelenések
12" (US Mix)  Island Records – 601.634
- A	Love In Moderation (Vocal) (Long Version) 4:56
- B	Love In Moderation (Vocal) (Friday After 5 Party Mix) 5:15

## Slágerlista
| 1984 | Love In Moderation | 110 | 17 | - |